# Richard Abruzzo
Richard Abruzzo (19 de maio de 1963 - 6 de dezembro de 2010) foi um balonista norte-americano. Ele e Carol Rymer Davis se perderam no mar, em 29 de setembro de 2010, enquanto participavam da corrida de balões Gordon Bennett, que havia começado quatro dias antes em Bristol, na Inglaterra. Seus corpos foram encontrados ao longo da costa da Itália, no Mar Adriático, em 6 de dezembro de 2010.